# Жорж де Лален
Жорж де Лален (фр. Georges de Lalaing; 1536? — 22 или 23 июля 1581, Гронинген), барон, затем маркиз де Виль, граф де Реннебург (фон Ренненберг) — военный и государственный деятель Габсбургских Нидерландов, участник Нидерландской революции.

## Биография
Второй сын Филиппа I де Лалена, графа ван Хогстратена, и графини Анны фон Ренненберг.
По примеру старшего брата выбрал военную карьеру, и после переворота, упразднившего власть Государственного совета в Брюсселе, энергично поддержал дело национального освобождения. В качестве лейтенанта своего родственника графа Филиппа II де Лалена, великого бальи Эно, сеньор де Виль, как он тогда назывался, в 1576 году отправился к Валансьену с восемью ротами своего полка, и, с согласия жителей города, заставил выйти немецкие войска, стоявшие там гарнизоном. Цитадель обороняли 140 испанцев под командованием Диего де Оресионе, но энергичный штурм заставил их сдаться.
Через некоторое время против власти короля восстал Гронинген; полковник Бийи, командовавший в этом городе, был арестован. Генеральные штаты направили туда сеньора де Виля в качестве временного губернатора Фрисландии с задачей установить контроль над этой провинцией. Жорж де Лален начал с разрушения цитадели, державшей в покорности население, затем перевёл в Леуварден Бийи и других сторонников Испании, а также принял все меры к ликвидации в Гронингене остатков власти Филиппа II.
Едва новому наместнику удалось утвердить свою власть, как разгорелась борьба между Гронингеном и соседними областями Оммеландами. В это время прибывший в Нидерланды Хуан Австрийский готовился перейти в контрнаступление и восстановить власть Испании. Власти Леувардена отказались обнародовать эдикт Генеральных штатов, направленный против штатгальтера, и сеньор де Виль 21 марта 1578 бросил в тюрьму президента и членов городской ассамблеи, нанеся тем самым мощный удар по группировке роялистов во Фрисландии.

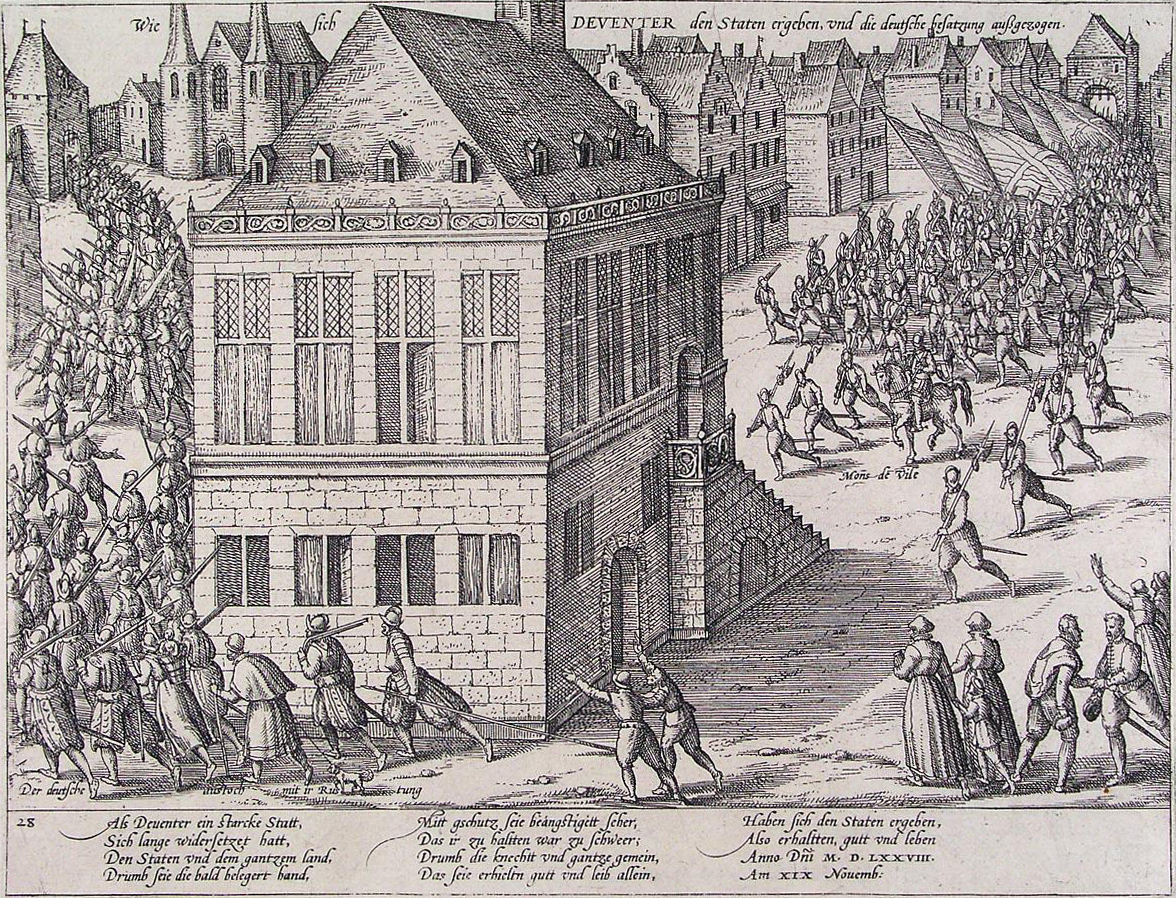
Вступление Реннебурга в Девентер

Призванный на помощь жителями Оверэйссела, Жорж де Лален с согласия Генеральных штатов провёл ряд успешных военных акций в этой провинции, начав с захвата двух основных городов, в которых группировались сторонники Хуана Австрийского — Кампена и Девентера. Первый был захвачен 20 июля, второй пал 19 ноября после долгого сопротивления, несмотря на попытки оказания помощи со стороны принца Пармского. Одержав победу, Лален вернулся в Антверпен, где был принят с большими почестями и получил должность сюринтенданта финансов.
Жорж де Лален первое время противился заключению Утрехтской унии, отказывался её подписывать, утверждая, что этот акт был составлен без ведома эрцгерцога Маттиаса, и пытаясь внести раскол между несколькими провинциями и Генеральными штатами. 11 июня 1579 он всё же согласился подписать документ в качестве статхаудера Фрисландии, Оверэйссела, Гронингена с Оммеландами, Дренте и Лингена.
Через некоторое время Жорж де Лален решил сменить лагерь и завязал тайные переговоры с герцогом Террановой при посредничестве вышеупомянутого Гислена Ле-Байи. Одни авторы полагали причиной его ревность в католической вере, другие — стремление сохранить свою собственность, располагавшуюся большей частью на территориях, подконтрольных испанцам. Не прекращавшаяся борьба Гронингена с Оммеландами, вынудившая губернатора предпринять правильную осаду, чтобы заставить недовольных принять условия унии, также содействовала подъёму происпанских настроений в провинции.
В январе 1580 в Коверден прибыла сестра Жоржа Корнелия с мужем Гийомом де Амалем, сеньором де Монсо. Она привезла предложение короля о помиловании, деньги, обещания титула маркиза и содействия в женитьбе на Марии де Бримё, графине ван Меген, вдове Ланселота де Берлемона, в которую Лален был страстно влюблён.
Договорённость была достигнута на следующих условиях: губернаторство во Фрисландии и Оверэйсселе с пенсионом в 20 тыс. флоринов, возведение сеньории Виль в ранг маркизата, орден Золотого руна при первом предстоящем пожаловании, два полка из состава войск Алессандро Пармского, 20 тыс. экю золотом сразу по подписании соглашения, и прочее.
Генеральные штаты и принц Оранский к тому времени уже испытывали серьёзные сомнения в верности Лалена, и несколько раз пытались его отозвать из провинции под предлогом консультаций, но Жоржу всякий раз удавалось отклонить приглашения. Вильгельм Оранский лично прибыл в Кемпен, надеясь задержать графа де Реннебурга (незадолго до этого унаследовал титул от дяди). Войска Генеральных штатов заняли Леуварден и ещё несколько городов. Лален жаловался на их действия правительству, и был приглашён для объяснений на ассамблею в Утрехте.

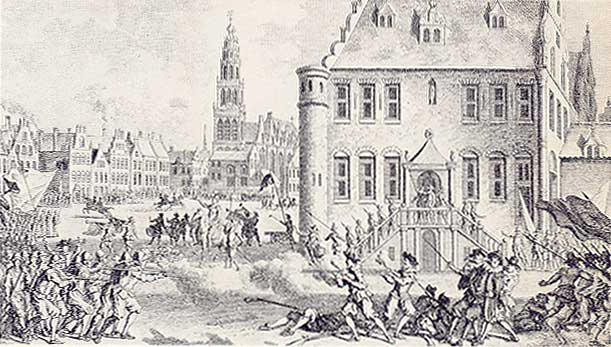
3 марта 1580: переворот в Гронингене. Реннебург на коне с саблей

3 марта 1580 при поддержке роялистов Гронингена Реннебург открыто перешёл на сторону Испании, арестовал более двухсот горожан и признал власть принца Пармского. Совершив переворот, граф направил послание в Оммеланды, но жители отказались его поддержать. Тем же вечером Гронинген был окружён войсками под командованием графа Хоэнлое. Парма отправил Реннебургу на помощь отряд под командованием знаменитого капитана Мартина Шенка, и Хоэнлое, после неудачной осады 16 июля начал отступление.
Лален, усиленный частями Шенка, добился некоторых успехов, овладев Делфзейлом, Геслюйсом, укрепления которого он разрушил, Коверденом, Адувардерзилом, разгромил в Бурланге войска Хоэнлое и занял Олдензел. Оттуда он двинулся на Зволле, но счёл свои силы недостаточными для осады этого места, и, собрав подкрепления, подступил к Стенвику. При осаде этого города граф применил стрельбу калёными ядрами — новинку, впервые опробованную пятью годами ранее при осаде Данцига. Более семидесяти домов было уничтожено пожаром, но гарнизон продолжал стойко держаться, а подошедший к нему на помощь отряд английского полковника Джона Норриса вынудил Лалена 24 февраля 1581 снять осаду.
После этого поражения отряды Реннебурга вторглись в Оммеланды, произведя там страшные опустошения, и овладев территорией почти до самого Доккума во Фрисландии. Вскоре войска штатов перешли в контрнаступление, отвоевали одну позицию за другой и отогнали противника до стен Гронингена, захватив четыре орудия, несколько знамён, и убив 700 человек.

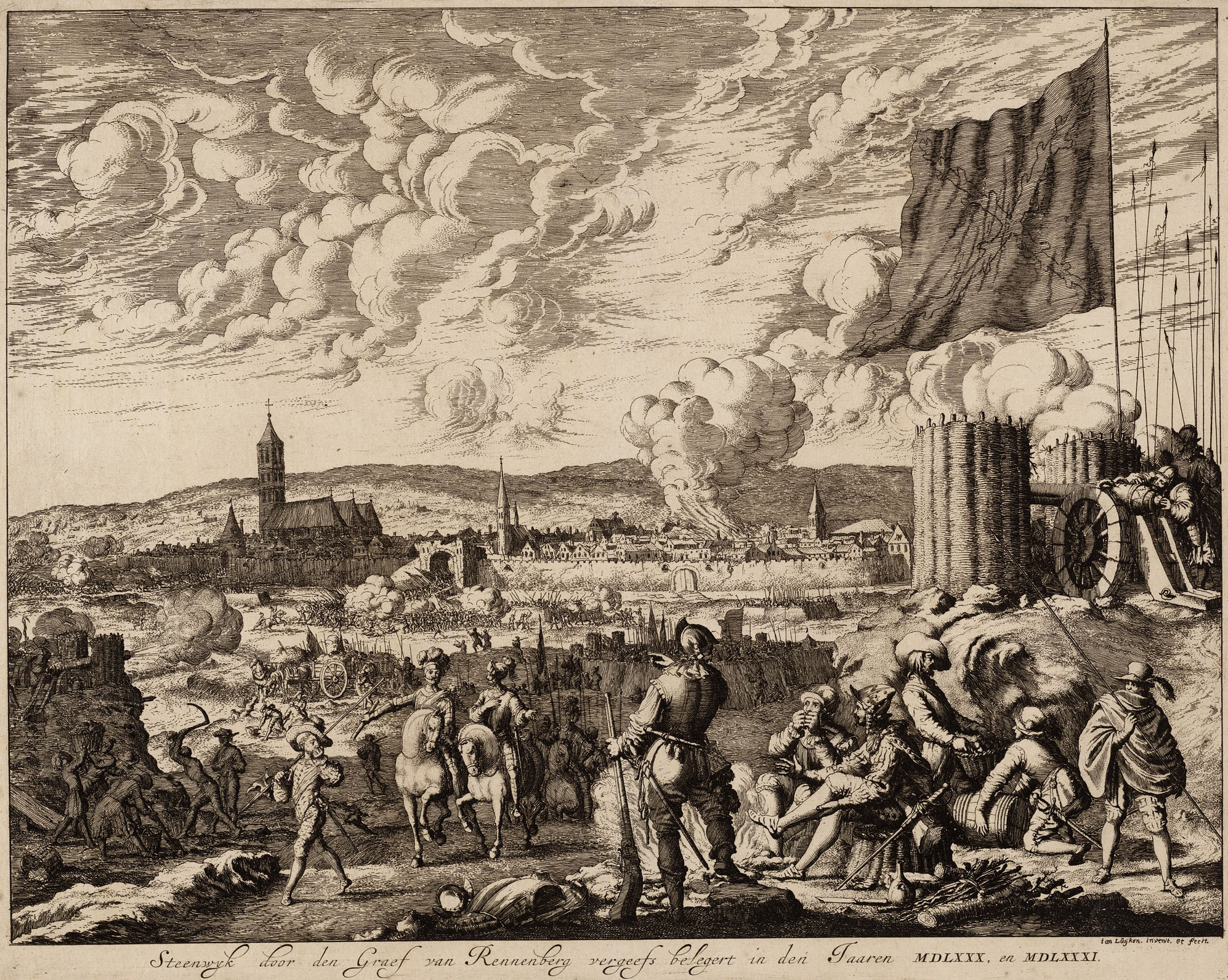
Реннебург осаждает Стенвик

Граф де Реннебург не мог помочь своим войскам, так как в ходе осады Стенвика в сыром и холодном климате заболел тяжёлой формой чахотки, от которой умер 23 июля, в самый день разгрома своих войск. В последние дни болезни он приказал рассказывать о Гронингене, сожалея, что не имел возможности ближе узнать этот город. Со своей сестрой Корнелией он встречаться отказался, считая её причиной своих бедствий.
Смерть графа держали в тайне до 29-го, из опасения, что войска потребуют немедленной уплаты жалования и поднимут мятеж. Преемником Лалена на посту губернатора стал Франсиско Вердуго.
Смерть графа де Реннебурга вызвала сожаления даже у противников, так как, по словам Де Ту: «это был человек мягкий, учтивый, ревностный в военной дисциплине, храбрый, либеральный, даже сверх своих сил, враг насилия, жестокости и пьянства». Протестантские историки ван Метерен и П. Бор добавляют, что Жорж де Лален в молодости получил хорошее образование: он владел латынью, греческим и другими языками, разбирался в свободных искусствах и в науках, превосходно умел вести беседу, без чванства, был большим меломаном, играл на различных струнных инструментах, а его главной страстью были шахматы.
Был холост.